# Leptothorax faberi
Leptothorax faberi é uma espécie de formiga da família Formicidae, muito semelhante à espécie Leptothorax kutteri.
É endémica do Canadá.

## Biologia
A L. faberi vive como parasita nas colónias da formiga Leptothorax muscorum. A espécie tolera a presença da rainha hospedeira, e a sua descendência é composta quase completamente por rainhas e machos, com apenas raras obreiras.